# NASASpaceflight
NASASpaceflight alias NSF is een nieuwswebsite, forum en YouTube-kanaal over ruimtevaart, die voornamelijk wordt gerund door ruimtevaartliefhebbers.

## Website
De website werd in 2005 opgericht door Engelsman Chris Bergin die buiten zijn werk voor NSF ook sportjournalist is. De naam van de website bedacht hij pas de avond waarop hij het domein reserveerde en kort voor hij de website in maart 2005 publiekelijk maakte. Hij was daarover niet heel tevreden omdat sommige mensen onterecht kunnen denken dat het aan NASA is gerelateerd, ‘maar een eenmaal bekende naam moet je niet veranderen’. STS-114, de return to flight-missie van de Space Shuttle na het ongeluk met de Columbia, was het eerste onderwerp dat werd belicht.
Aanvankelijk was het Bergins doel om vooral over het reilen en zeilen van NASA’s lanceertuigen te berichten, maar in de loop der jaren werd het spectrum uitgebreid naar de volledige ruimtevaartindustrie. Een deel van het forum en de website (de L2 sectie) zit achter een betaalmuur en bevat ook een grote database aan gegevens rond lanceringen, raketten, afgegeven licenties en vergunningen, bouwplannen, etc… en is daarmee ook een belangrijke bron van informatie voor ruimtevaartjournalisten van andere mediakanalen. Op het forum verschijnen veel lokale observaties van forumleden (zoals foto’s van verplaatsingen van raketonderdelen) die in de artikelen worden verwerkt. Vaste regels op het forum zijn vanaf de oprichting: er wordt niet over godsdienst gesproken, politiek  mag alleen beschouwend en met betrekking tot ruimtevaart worden bediscussieerd en er wordt geen exclusieve informatie gelekt uit L2. Naast lidmaatschappen van L2 wordt NSF ook gefinancierd middels een webshop en opbrengsten via YouTube (reclame en superchats).
In de loop der jaren werd een aantal content creators van over de hele wereld bij de website betrokken waardoor een online redactie ontstond. Sommigen doen dit op vrijwillige basis, anderen worden parttime of fulltime betaald. NSF werd hiermee ook een springplank voor ruimtevaartjournalisten.

## YouTubekanaal
In 2019 begon NSF een YouTubekanaal om de video’s van forumlid “Boca Chica Mary” te plaatsen om zodoende bandbreedte op hun eigen servers te besparen. Mary is een gepensioneerd fotografe en filmer die in het Texaanse Boca Chica woont en vanaf 2018 met haar camera’s dagelijks het ontwikkelingsproces van SpaceX Starship en lanceerbasis aldaar documenteerde en op het NSF-forum deelde. Haar werk is ondertussen door andere NSF-journalisten overgenomen. Omdat de ontwikkelingen aldaar elkaar niet meer zo snel opvolgen worden die video’s ook niet meer dagelijks gepubliceerd.
Met het groeien van het Youtubekanaal begon NSF ook Amerikaanse raketlanceringen live uit te zenden met eigen camerateams evenals Starship-tests en roll-outs. Bij Starbase heeft NSF een aantal Webcams en ook op het Kennedy Space Center, SpaceX’ McGregor Test Range en bij Port Canaveral hebben ze webcams. Sinds 2020 wordt er wekelijks een liveshow uitgezonden waarin het ruimtevaartnieuws wordt besproken en soms een gast wordt geïnterviewd. Deze webshow heette eerder NSF Live en werd in 2024 omgedoopt tot The Flame Trench. Ook wordt zo nu en dan een live-webshow gemaakt in samenwerking met het Intrepid Sea, Air & Space Museum. Daarnaast is er een wekelijks nieuwsbulletin genaamd This Week In Spaceflight. 
Het YouTubekanaal bereikte op 1 december 2021 een aantal van 500.000 volgers. Dat is anno september 2024 gegroeid tot 1,13 miljoen.

## NextSpaceflight
NextSpaceflight is een website en smartphone-applicatie die als database voor lanceringen is bedoeld. Vrijwel iedere orbitale lancering sinds het begin van de ruimtevaart is erin terug te vinden evenals een groot aantal sub-orbitale lanceringen. Ook wordt de planning van toekomstige lanceringen erin bijgehouden.
Deze is opgericht door toenmalig NSF-journalist Michael Baylor. Toen hij NSF verliet voor een baan in de ruimtevaartindustrie droeg hij NextSpaceflight over aan het NSF-team.